# Cap Brau
El Cap Brau és una muntanya que es troba en el terme municipal de la Vall de Boí, a la comarca de l'Alta Ribagorça, i dins del Parc Nacional d'Aigüestortes i Estany de Sant Maurici.	
El pic, de 2.831,2 metres, s'alça a la carena que separa la Capçalera de Caldes (O) i la Vall de Colieto (E); amb el Coll Arenós al sud i els Pics de Comalespada al nord-oest.

## Rutes[3]
- Per la Vall de Colieto: Sortint del Refugi Joan Ventosa i Calvell, via l'Estany Gran de Colieto, l'Estany de la Roca i el Coll Arenós.